# 美国艺术纪念系列奖章

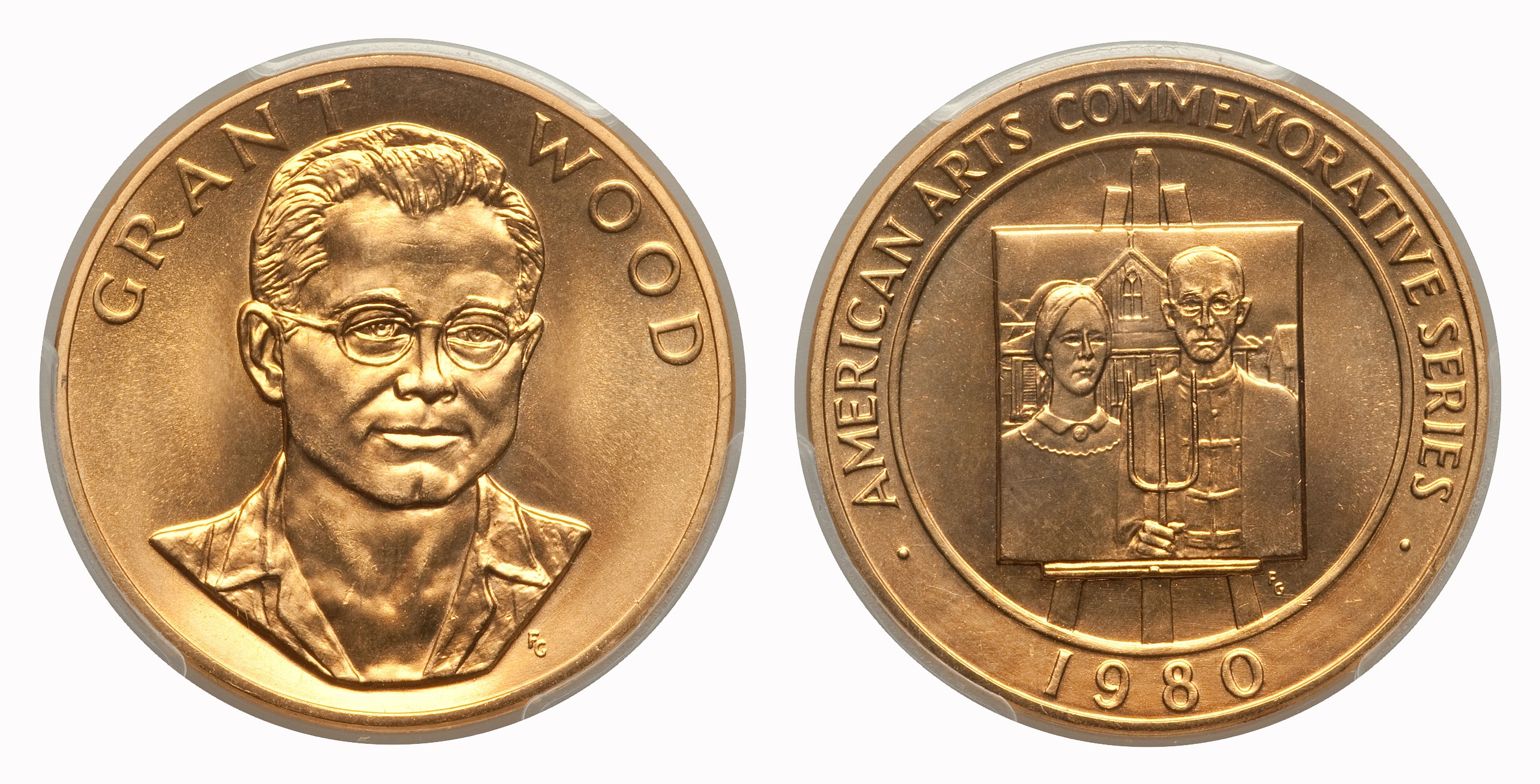
刻有格兰特·伍德形象的1980年版一盎司金质奖章

美国艺术纪念系列奖章（英語：American Arts Commemorative Series medallions）是美国铸币局于1980至1984年间生产的一系列投资型黄金奖章，共有十种不同设计，旨在同包括南非克鲁格金币在内的多种投资型金币竞争。
美国财政部决定出售国家的部分黄金储备后，北卡罗莱纳州联邦参议员杰西·亚历山大·赫尔姆斯提议发行这一系列奖章。爱荷华州联邦众议员吉姆·利奇建议在奖章上刻上知名美国艺术家。虽然财政部官员反对这一提议，但总统吉米·卡特还是于1978年11月10日在授权发行奖章的法案上签字。
奖章起初通过邮购销售，买家需要在订购前打电话得知当天的价格后才能下单。之后，铸币局动用电话营销来出售奖章。国会一共批准发行十种不同设计的奖章，铸币局也在生产出十种后停产。所有奖章都是在西點鑄幣局打造。奖章销量欠佳，对此有批评认为最初推出时的营销手段失当，而且这些是奖章而非硬币，本来就不会有多大销量。

## 背景
1978年4月19日，美国财政部宣布，国库中的部分黄金储备（共计12公斤金条）将于1978年5月23日开始通过总务管理局拍卖。据财政部表示，出售这些金条旨在“通过增加黄金出口或减少其进口来（降低）美国贸易逆差”，并且“进一步推进美国的理念，降低黄金在国际货币中的地位”。为便于财会统计，买家至少要购买一整根金条，此举实际上导致绝大多数美国人都只能置身事外。北卡罗莱纳州联邦参议员杰西·亚历山大·赫尔姆斯对这一计划深感不满，声称反对“把美国黄金卖给外国银行、国际银行或是黄金交易商”，认为应该“制作适合向普通公众出售的小尺寸”奖章。他在财政部宣布出售计划当天提出1978年金质奖章法，法案声明的意图是向普通消费者提供他们能够负担的小尺寸投资型黄金奖章，并与包括南非克鲁格金币在内的多种投资型硬币竞争，当时克鲁格金币正成为美国投资者眼中越来越热门的投资产品，单1977年就有含160万金衡制盎司的克鲁格金币流入美国。1978年8月25日，赫尔姆斯在出席美国参议院银行、住房和城市事务委员会举行的听证会时表示：
根据法案要求，（政府）在颁布后的第一年里要将150万盎司待售黄金制成奖章。从黄金销售额来看，这还只能满足两个月的销售需求。这一额度和去年进口的外国投资型硬币基本相同，其中大部分都是来自南非的克鲁格金币。 
接下来，赫尔姆斯向委员会阐述自己对奖章设计的设想，他说：
一盎司奖章正面会在国会大厦上方刻上自由塑像的头部，还会加上铭文“一盎司纯金”和“自由”。奖章背面则是国徽和“美利坚合众国”字样，再加上奖章的制造年份。半盎司奖章会在正面刻上代表个人权利的图案，加上铭文“人权”和“半盎司纯金”。反面则与一盎司奖章类似，带有国徽。 
国会中倾向支持发行奖章的议员越来越多，更多的法案随之而来。爱荷华州联邦众议员吉姆·利奇（Jim Leach）建议，用这一系列奖章纪念美国历史上的知名艺术家。利奇在出席银行、住房和城市事务委员会举行的听证会时概括了自己提议的几点理由。他指出，许多人曾向众议院历史保护小组委员会建议，在1美元硬币上刻上一些知名人士的肖像，并且这样的人选还很多。由于1美元硬币的设计方案根据法律需要很长时间才能更换一次，因此利奇认为不适合用这种硬币来纪念多位人物。他还指出，此前所有的美国硬币上所刻人物主要都是在政府或政治领域做出贡献，没有任何一位是艺术家。利奇接下来还向委员会介绍自己构思的细节，他说：
我在第13567号众议院法案中提议，纪念十位在各艺术领域——包括音乐、绘画、写作、建筑和戏剧——做出杰出贡献的人士。我们也可以选择其他（艺术）领域，或是同样艺术领域的其他艺术家。我希望强调的是：既然我们的钱币应该并且已经专门用于表彰那些促成我们政治遗产的人物，那么奖章就（应该）给予我们一个机会，来纪念那些对我们的文化发展、经济成就、技术专长，以及能够反映我们民主社会多元化的其它成就做出贡献的人。 
利奇所选择的十位艺术家分别是：画家格兰特·伍德、女低音歌唱家玛丽安·安德森（Marian Anderson）、作家马克·吐温和薇拉·凯瑟、音乐家路易斯·阿姆斯特朗、建筑师弗兰克·劳埃德·赖特、诗人罗伯特·佛洛斯特、雕塑家亚历山大·考尔德、女演员海伦·海丝和作家约翰·史坦贝克。
打造奖章的方案在国会得到广泛支持，但财政部官员表示反对。财政部长维纳·迈克尔·布鲁门塔尔在信中写道：“在我看来，美国政府不应该让人们产生这种错误的印象，即政府无力、并且也不愿采取必要措施对抗通货膨胀，以至公众需要购买黄金来对冲通胀”。布鲁门塔尔还认为，如果政府阻止黄金奖章面世，那么公众就会相信，财政部正积极鼓励黄金投资。虽然有这样的反对意见，但法案还是在国会两院通过，经总统吉米·卡特于1978年11月10日签字生效。

## 生产和销售
由於财政部资金匱乏，無法將奖章投产。为此，国会通过拨款法案提供必要资金生產該獎章。总务管理局則获命尋求讓新奖章進入市场的最好办法。总务管理局提出多个销售方案，例如通过银行网络直接向公众销售。但最终入选的是另一套方案，买家需要在订购前打电话询问当天价格，然后再于同一天到邮局付款。根据法案规定，奖章应当“以具有竞争力的价格卖给公众，与所含黄金的自由市场价值加上包括人工、原料、模具、机械在内的制作成本，以及包括营销费用在内的间接成本等同”。

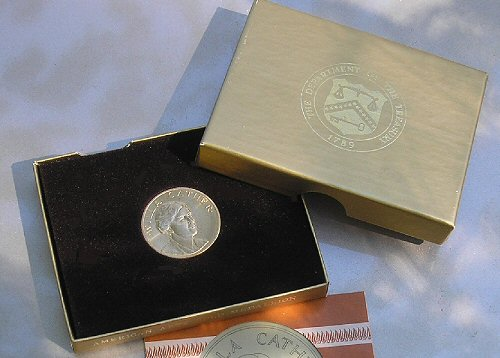
刻有薇拉·凯瑟肖像的半盎司奖章及原包装盒

1980年，奖章在西点金银储备处投产，含金量达到90%，有一金衡制盎司（31克）和半盎司（16克）两种尺寸。首批投产奖章由美国铸币局首席雕刻师弗兰克·加斯帕罗设计，其中一盎司奖章正面刻的是格兰特·伍德，半盎司正面则是玛丽安·安德森。奖章销量欠佳，铸币局于同年9月宣布，由私营商业交易商J·阿朗公司负责奖章销售。根据新的方案，奖章将通过由黄金交易商、银行、经纪行和钱币经销商组成的网络发行，这一营销手段与之前南非在美国推销克鲁格金币的方法类似。1981年，奖章的材质做出调整，虽然90%的含金量仍然保留，但剩下的金属中加入了银，以期改变奖章的色泽。这年发行的一盎司和半盎司奖章分别纪念马克·吐温和薇拉·凯瑟，由马修·佩罗索（Matthew Poloso）和谢丽尔·威特（Sherl Winter）设计。最初面世的这4种奖章上都没有刻上国籍和含金量，此举主要是为了让奖章和联邦政府发行的硬币有明显区别。从1982年开始，奖章上以人称“细齿”的齿状设计加上人物描述和黄金含量信息，具体位置在奖章的内环部分，边缘还增加了锯齿纹花边。这年发行奖章的设计分别是约翰·梅尔坎蒂（John Mercanti）设计的路易斯·阿姆斯特朗，以及埃德加·史蒂沃（Edgar Steever）设计的弗兰克·劳埃德·赖特。次年的奖章上描绘的分别是·福勒设计的罗伯特·佛洛斯特和迈克尔·艾柯卡（Michael Iacocca）设计的亚历山大·考尔德。最后一年的两种奖章都是由约翰·梅尔坎蒂设计，分别纪念海伦·海丝和约翰·史坦贝克。铸币局于1984年中止与·阿朗公司的合约，转而选择通过电话营销出售奖章。1985年，铸币局局长唐娜·波普（Donna Pope）宣布，奖章会通过另一种电话营销方式发售，从这年9月开始，一盎司和半盎司两类均按5枚成套出售，发售到12月31日，或是所有套装售完时止。

## 反响
曼弗拉、托德拉和布鲁克斯（Manfra, Tordella & Brookes）是当时全美最大的钱币交易商行之一，1980年10月，该行黄金和钱币经营助理副总裁路易斯·维格多（Luis Vigdor）表示，美国艺术纪念系列奖章及其营销手法与南非克鲁格金币相比都有所不及。在他看来，这些奖章没有重量、成色和出产国的描述，所以难以在市场上取得销售佳绩。维格多也对奖章的营销手法不以为然，他断定人们不大可能愿意到邮局去购买黄金，而且奖章的广告宣传也实在不怎么样。维格多指出，克鲁格金币在宣传上大获成功，有大力向世界各地推广的态势，这和奖章的营销手段形成鲜明对比。面对奖章欠佳的销量，铸币局营销副局长弗朗西斯·弗里尔（Francis Frere）于1984年表示：“反正就是不起作用，就是卖不出去。我们做了很大努力，但就是没用”。
1982年2月12日，由于奖章销量欠佳，美国黄金委员会建议改制金币。财政部长兼委员会主席唐纳德·里甘（Donald Regan）之后告诉记者，金币要比奖章好卖，因为金币通常都可以兑换成美元。1984和1986年，铸币局先后为1984年夏季奥林匹克运动会和自由女神像落成100周年铸造金币。两种金币都很成功，其中自由女神金币更是在预售期就被抢购一空。公众乐于接受金币，总统罗纳德·里根又从1985年就开始针对南非的种族隔离政策禁止克鲁格金币进口，国会为此授权发行金鹰黄金投资型硬币，这种硬币于1986年投产，并且拥有法定货币地位。

## 设计和销量
|                                                |                                           |                                             |                                       |                                               |
| 1980年一盎司奖章，描述画家格兰特·伍德          | 1980年半盎司奖章，描述歌手玛丽安·安德森   | 1981年一盎司奖章，描述作家马克·吐温         | 1981年半盎司奖章，描述作家薇拉·凯瑟   | 1982年一盎司奖章，描述音乐家路易斯·阿姆斯特朗 |
|                                                |                                           |                                             |                                       |                                               |
| 1982年半盎司奖章，描述建筑师弗兰克·劳埃德·赖特 | 1983年一盎司奖章，描述诗人罗伯特·佛洛斯特 | 1983年半盎司奖章，描述雕塑家亚历山大·考尔德 | 1984年一盎司奖章，描述女演员海伦·海丝 | 1984年半盎司奖章，描述作家约翰·史坦贝克       |

| 年份 | 黄金含量              | 正面设计               | 正面铭文 | 背面设计                         | 背面铭文 | 设计师          | 铸造量    | 销量    |
| ---- | --------------------- | ---------------------- | -------- | -------------------------------- | -------- | --------------- | --------- | ------- |
| 1980 | 1金衡制盎司（31克）   | 格兰特·伍德肖像        | [ 注 2 ] | 《美国哥特式》                   | – 1980   | 弗兰克·加斯帕罗 | 500,000   | 312,709 |
| 1980 | 0.5金衡制盎司（16克） | 玛丽安·安德森肖像      | [ 注 4 ] | 双手托住地球                     | – 1980   | 弗兰克·加斯帕罗 | 1,000,000 | 281,624 |
| 1981 | 1金衡制盎司（31克）   | 马克·吐温肖像          | [ 注 5 ] | 蒸汽船                           | – 1981   | 马修·佩罗索     | 141,000   | 116,371 |
| 1981 | 0.5金衡制盎司（16克） | 薇拉·凯瑟肖像          | [ 注 6 ] | 正用犁垦地的妇女                 | – 1981   | 谢丽尔·威特     | 200,000   | 97,331  |
| 1982 | 1金衡制盎司（31克）   | 路易斯·阿姆斯特朗肖像  | – 1982 – | 小号和乐谱                       | –        | 约翰·梅尔坎蒂   | 420,000   | 409,098 |
| 1982 | 0.5金衡制盎司（16克） | 弗兰克·劳埃德·赖特肖像 | – 1982 – | 风景和建筑                       | –        | 埃德加·史蒂沃   | 360,000   | 348,305 |
| 1983 | 1金衡制盎司（31克）   | 罗伯特·佛洛斯特肖像    | – 1983 – | 佛洛斯特诗作《未选择的路》节选   | –        | ·福勒           | 500,000   | 390,669 |
| 1983 | 0.5金衡制盎司（16克） | 亚历山大·考尔德肖像    | – 1983 – | 动感雕塑                         | –        | 迈克尔·艾柯卡   | 410,000   | 75,571  |
| 1984 | 1金衡制盎司（31克）   | 海伦·海丝肖像          | – 1984 – | 喜剧和戏剧的面具，旁边有丝带围绕 | –        | 约翰·梅尔坎蒂   | 35,000    | 33,546  |
| 1984 | 0.5金衡制盎司（16克） | 约翰·史坦贝克肖像      | – 1984 – | 乡村农场                         | –        | 约翰·梅尔坎蒂   | 35,000    | 32,572  |

### 脚注
1. 1 2 3  U.S. Treasury & April 19, 1978.
2. 1 2  Ganz，第69頁.
3. 1 2 3 4 5  Gilkes，第102頁.
4. 1 2  U.S. Senate，第3頁.
5. 1 2 3 4  U.S. Senate，第93頁.
6. ↑  U.S. House of Representatives, 1978，第97頁.
7. ↑  U.S. Senate，第94頁.
8. ↑  U.S. Senate，第8頁.
9. 1 2 3 4 5 6 7 8  Gilkes，第103頁.
10. 1 2 3 4 5  Yeoman，第405頁.
11. 1 2  U.S. Treasury & September 25, 1980.
12. 1 2 3  Gilkes，第201頁.
13. ↑  U.S. Mint 1981，第5頁.
14. 1 2  Yeoman，第406頁.
15. 1 2  Yeoman，第407頁.
16. ↑  U.S. Treasury & September 10, 1985.
17. 1 2 3  New York Magazine.
18. ↑  AP & June 26, 1984.
19. 1 2  AP & February 13, 1982.
20. ↑  Coin World Almanac 2011，第381, 464–465頁.
21. ↑  Coin World Almanac 1990，第516頁.
22. ↑  Yeoman，第405–407頁.

### 文献来源
书籍
- Deisher, Beth; Gibbs, William T. (编).  8th. Sidney, Ohio: Amos Press. 2011. ISBN 978-0-944945-60-5.
- Reed, P. Bradley (编).  6th. New York, New York: World Almanac. 1990. ISBN 978-0-88687-460-5.
- United States Senate. . Washington, D.C.: U.S. Government Printing Office. 1978  [2015-07-24]. （原始内容存档于2019-08-20）.
- Yeoman, R.S.  62nd. Atlanta, Georgia: Whitman Publishing. 2008. ISBN 978-0-7948-2491-4.
- United States House of Representatives. . Washington, D.C.: Government Printing Office. 1978.

新闻和期刊
- . The Fort Scott Tribune (Fort Scott, Kansas). Associated Press. 1984-06-26: 10  [2015-07-24]. （原始内容存档于2016-06-03）.
- . The Lakeland Ledger (Lakeland, Florida). Associated Press. 1982-02-13: 7B  [2015-07-24]. （原始内容存档于2016-05-28）.
- Department of the Treasury.  (PDF) (新闻稿). 1985-09-10  [2015-07-24]. （原始内容 (PDF)存档于2012-10-09）.
- Department of the Treasury.  (PDF) (新闻稿). 1978-04-19  [2015-07-24]. （原始内容 (PDF)存档于2012-10-09）.
- Department of the Treasury.  (PDF) (新闻稿). 1980-09-25  [2015-07-24]. （原始内容 (PDF)存档于2012-10-09）.
- Egan, Jack. . New York. 1980-10-20, 13 (41): 14, 16  [2015-07-24]. （原始内容存档于2019-08-14）.
- Ganz, David. . COINage (Encino, California: Behn-Miller Publishers). 1979-01: 68–70.
- Gilkes, Paul. . Coin World (Sidney, Ohio: Amos Press). 2010-08: 102–103, 201.
- Pope, Donna.  (报告). U.S. Government Printing Office. 1981  [2015-02-07].